# تام باکینگهام
تام باکینگهام (انگلیسی: Tom Buckingham؛  
۲۵ فوریهٔ ۱۸۹۵ – ۷ سپتامبر ۱۹۳۴) یک فیلم‌نامه‌نویس، و کارگردان اهل ایالات متحده آمریکا بود.
از فیلم‌هایی که وی در آن نقش داشته‌است، می‌توان به مأمور اف‌بی‌آی و گلف اشاره کرد.